# Schola Cantorum (groupe italien)
 (mai 2018).
Si vous disposez d'ouvrages ou d'articles de référence ou si vous connaissez des sites web de qualité traitant du thème abordé ici, merci de compléter l'article en donnant les références utiles à sa vérifiabilité et en les liant à la section « Notes et références ».

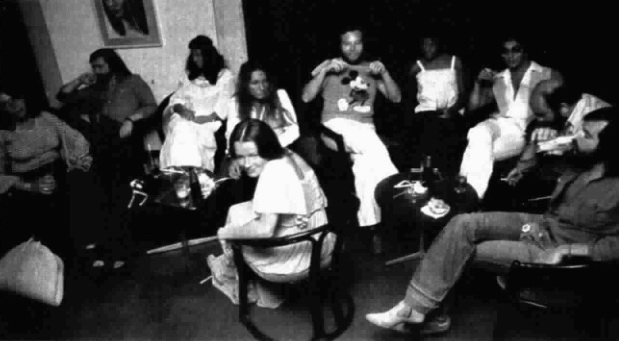
Schola Cantorum (juillet 1975).

Schola Cantorum est le nom d'un groupe musical italien créé par Ennio Melis en 1975.

## Discographie

### Album
- 1975 - Coromagia
- 1975 - Le tre campane
- 1976 - Coromagia vol. 2
- 1980 - Il mondo in tasca
- 1995 - Schola Cantorum
- 2010 - Ora

### Singles
- 1975 - Le tre campane/Dormi
- 1975 - Ballata di Carini/Tema d'amore (split avec Gigi Proietti)
- 1976 - La mia musica/Stelle
- 1977 - Agualimpia/Wimoweh
- 1978 - Il mio amore/Pierrot
- 1978 - La montanara/Aiuto
- 1979 - Armonia/La felicità
- 1979 - Tata t'amerò/L'uomo nero (avec Roberto Viscarelli)
- 1983 - Festa grande/Pensaci su
- 1986 - Azzurra anima/Raggio di luna (comme Nuova Schola Cantorum)